# Gare de Hōryūji
La gare de Hōryūji (法隆寺駅, Hōryūji-eki) est une gare ferroviaire du bourg d'Ikaruga, dans la préfecture de Nara au Japon. La gare est exploitée par la compagnie JR West.

## Situation ferroviaire
La gare de Hōryūji est située au point kilométrique (PK) 145,7 de la ligne principale Kansai (PK 24,8 de la ligne Yamatoji).

## Historique
La gare de Hōryūji a été inaugurée le 27 décembre 1890.

## Service des voyageurs

### Accueil
La gare dispose d'un bâtiment voyageurs, avec guichets, ouvert tous les jours.

### Desserte
- Ligne Yamatoji :
  - voie 1: direction Tennōji, JR Namba et Osaka
  - voie 2 : direction Nara, Kizu et Kamo

## Dans les environs
Le Hōryū-ji (qui donne son nom à la gare) est situé à 1,5 km au nord.